# Pedro Escartín

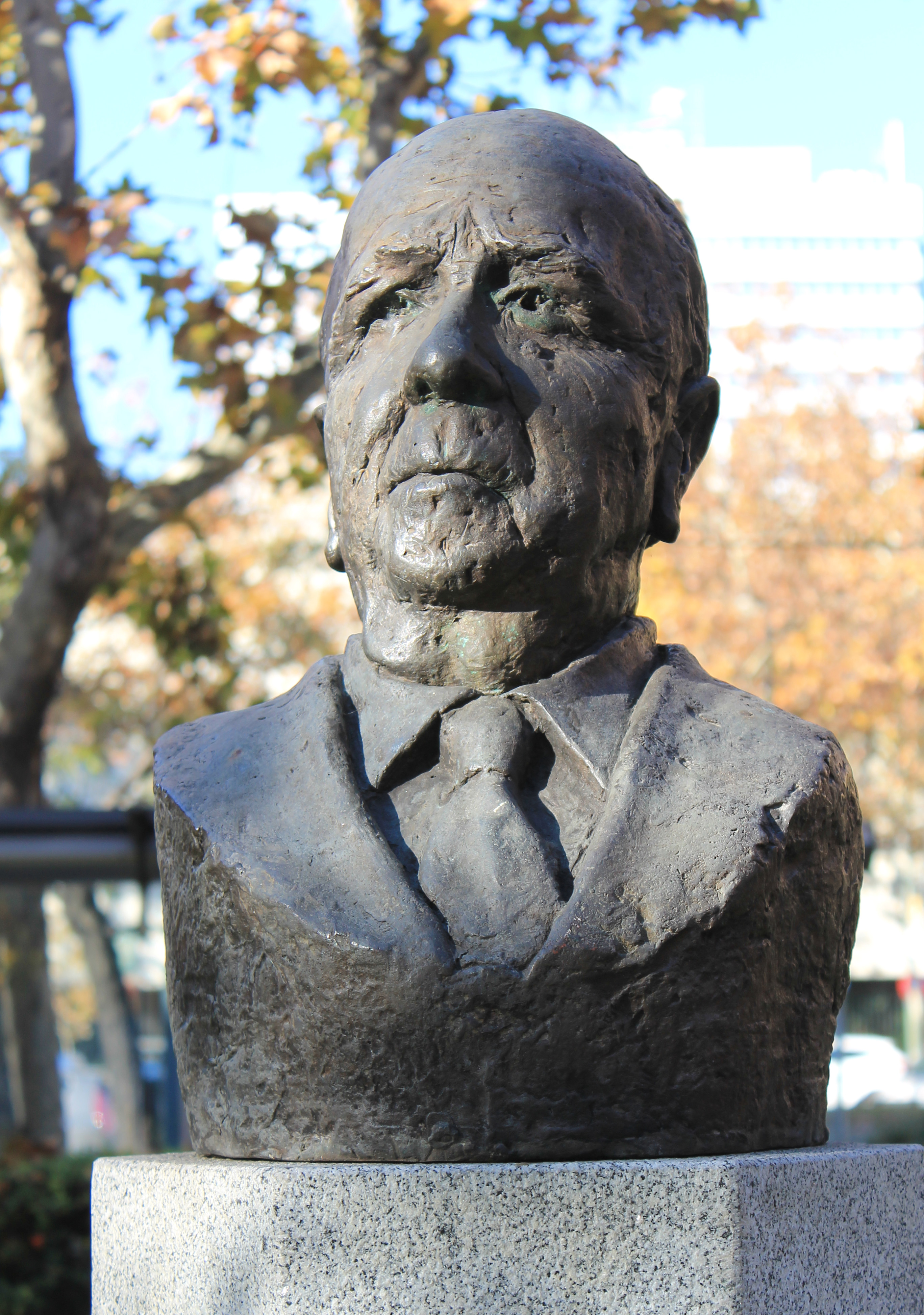
Busto en bronce de Pedro Escartín en Madrid, obra de Juan Serrano (1995).

Pedro Escartín Morán (Madrid, 8 de agosto de 1902-Majadahonda, 21 de mayo de 1998) fue jugador de fútbol, árbitro y entrenador de fútbol español, además de periodista y escritor.
Fue árbitro internacional desde 1928 a 1948 y miembro del Comité Disciplinario de la FIFA durante 27 años. También fue entrenador de la selección española de fútbol absoluta en dos periodos distintos. Fue el gran impulsor en España de las selecciones "B" y siempre luchó por la necesaria creación de las Canteras de los equipos de fútbol. Ejerció el periodismo la mayor parte de su vida y fue una de las figuras más respetadas del deporte en España en el siglo XX. En 1988 recibió la Orden del Mérito de la FIFA.

## Carrera como árbitro
Nacido en Madrid, España, Escartín jugó como joven promesa en el club Real Sociedad Gimnástica Española durante los inicios del profesionalismo en el fútbol español, siendo un excelente jugador, como extremo izquierda, para la época. Tuvo que abandonar los terrenos de juego debido a una enfermedad pleural. 
Comenzó a arbitrar partidos oficiales en 1924, participando en 1928 en su primer partido internacional durante los Juegos Olímpicos de 1928 en Ámsterdam, en las semifinales entre Argentina y Egipto. Participó también en la Copa del Mundo de 1934, apareciendo en cuatro partidos como árbitro asistente y siendo el primer árbitro español que participó en una Copa del Mundo de Fútbol. Llegó a ser uno de los más prestigiosos árbitros en España, en Europa, y en el mundo, en los años de 1930 y 1940. Dirigió 847 partidos oficiales, siendo su último partido internacional un amistoso entre Italia e Inglaterra en 1948, año en el que se retiró del arbitraje. 
Ingresó como miembro del Comité Disciplinario de la FIFA en 1940, permaneciendo en ese puesto durante 27 años, y siéndole concedida, al final de su carrera, la Orden de Oro de la FIFA. También fue Presidente del Colegio Nacional de Árbitros de España desde 1952 a 1961.

## Seleccionador nacional
La primera vez que Escartín ocupó el cargo de Seleccionador nacional fue desde 1952 a 1953, sucediendo en el cargo a Ricardo Zamora, y su segunda vez fue en 1961. Por aquel entonces la selección española pasaba malos momentos: no había logrado clasificarse para el Mundial de Suiza de 1954, ni para el Mundial de Suecia de 1958. Pedro Escartín asumió el cargo de nuevo con el difícil reto de clasificar a España para el Mundial de Chile de 1962. Finalmente, gracias a la motivación a sus jugadores y a su estrategia desplegada en el terreno de juego, España logró con Escartín la clasificación para el Mundial de Fútbol que se acogería en Chile en 1962. Pedro Escartín dimitió de su puesto el 31 de diciembre de 1961, como había asegurado antes de asumir el cargo. Prometió que consiguiera o no su objetivo de clasificar a España para el Mundial de Chile, dimitiría de su puesto dicho día. Como Seleccionador nacional, contando los partidos amistosos, obtuvo siete victorias, tres empates y dos derrotas.

## Periodista
Comenzó sus primeros trabajos como periodista en 1920. Escartín compaginó dicha actividad con el fútbol, bien como jugador, como árbitro o como entrenador. A partir de 1961, tras su retirada de los terrenos de juego, comenzó su labor de periodista a jornada completa. Trabajó para diferentes periódicos, como el Heraldo de Madrid, El Alcázar,  Pueblo,  La Prensa, y Marca. También colaboró con numerosas emisoras de radio, como Radio España o Radio centro, recibiendo, entre otros galardones, un Premio Ondas a su labor de difusión del fútbol. Escribió numerosos libros, ensayos y miles de artículos relacionados con el fútbol para periódicos y otras publicaciones, que ilustraron, con sus amplios y profundos conocimientos del fútbol, a varias generaciones de lectores en España y en el mundo. Su libro Reglamento de Fútbol Asociación / comentarios y aclaraciones por Pedro Escartín, editado desde 1941, fue uno de los libros más importantes sobre la materia nunca antes escrito, llegando a ser inigualable en su género y un libro de referencia imprescindible para aficionados y profesionales del fútbol.

## Curiosidades
- El campo de fútbol del Deportivo Guadalajara en Guadalajara, España, lleva su nombre, en honor a esta leyenda del fútbol mundial.
- En Madrid, frente al Estadio Santiago Bernabéu, hay erigido un busto en su honor realizado por el escultor Juan Serrano Fuentes.

## Premios, reconocimientos y distinciones
- Medalla de Oro de la Real Orden del Mérito Deportivo, otorgada por el Consejo Superior de Deportes (1996)
- Orden del Mérito de la FIFA (1988)

| Predecesor: Ricardo Zamora | Entrenador de la Selección de fútbol de España 1952−1961 | Sucesor: Luis Iribarren Cavanilles |